# Andrei Mațiura
Andrei Mațiura (n. 4 octombrie 1981, Chișinău) este un antrenor de fotbal și fost fotbalist din Republica Moldova, care jucat pe postul de mijlocaș. În anii 2002–2003 Andrei Mațiura a bifat trei meciuri pentru echipa națională de fotbal a Moldovei.
Andrei Mațiura este fiul cunoscutului antrenor moldovean Alexandru Mațiura, care a antrenat naționala Moldovei și în anul 2001 a fost numit antrenorul anului în Republica Moldova.